# جام ملت‌های آسیا ۱۹۷۶
ششمین دوره جام ملت‌های آسیا در سال ۱۹۷۶ به میزبانی ایران برگزار شد. کشور لبنان به عنوان میزبان جام ملت‌های آسیا انتخاب شد اما به دلیل جنگ داخلی محروم شد. ایران با توجه به نفوذ در آسیا میزبانی دوره ششم را برعهده گرفت و بدین ترتیب پس از میزبانی جام ملت‌های آسیا ۱۹۶۸، ایران بعد از هشت سال دوباره میزبان این رقابت‌ها شد. تیم کویت در بدترین فصل ممکن زیر باران بهاری در ورزشگاهِ زیبا و پر هیجان تبریز بازی می‌کرد. بازیکنان تیم ملی فوتبال عراق و کویت در نیمه نهایی پس از پایان بازی و پیروزی کویت به زد و خورد پرداختند که خونین‌ترین بازی تاریخ آسیا نام گرفت.
تیم ایران در این دوره گلی دریافت نکرد و مقتدرانه به فینال جام صعود کرد. ایران در بازی پایانی کویت را روی یک ضربه آزاد علی پروین با نتیجه ۱ به ۰ شکست داد. کاپیتان تیم ایران پرویز قلیچ‌خانی با سومین قهرمانی ایران به رکوردی جاودانه دست یافت. او تنها بازیکن آسیایی است که سه بار جام زرین آسیا را بالا برده‌ است. رکورد سه قهرمانی پیاپی و دوازده پیروزی متوالی (از ۱۹۶۸) رکوردی است که هنوز هیچ تیمی در آسیا به جز ایران به آن دست نیافته‌ است.
شش تیم در دو گروه سه تیمی به مصاف هم رفتند. دو شهر تهران و تبریز میزبانی مسابقات را بر عهده داشتند.
در این دوره منصور رشیدی به عنوان دروازه‌بان وقت تاج ایران(استقلال فعلی) که تیم ملی فوتبال ایران را درون دروازه همراهی می‌کرد که این تیم با زدن ۱۳ گل حتی یک گل هم دریافت نکرد.
غلامحسین مظلومی، علی‌رضا عزیزی، حسن روشن، ناصر نورایی و در رأس آن‌ها علی پروین بهترین بازیکنان ایران در این جام لقب گرفتند. پروین بهترین بازیکن جام شد و ناصر نورایی، غلامحسین مظلومی و فتحی کمیل مرزوق از کویت نیز با ۳ گل عنوان آقای گل مشترک را به خود اختصاص دادند.
در این دوره از بازی‌ها مربیگری تیم ملی فوتبال ایران را حشمت مهاجرانی بر عهده داشت.

## محل برگزاری
| تبریز             | تهرانتبریز · | تهران           |
| ورزشگاه رضا پهلوی | تهرانتبریز · | ورزشگاه آریامهر |
| ظرفیت: ۲۵٬۰۰۰     | تهرانتبریز · | ظرفیت: ۱۰۰٬۰۰۰  |
|                   | تهرانتبریز · |                 |

## مقدماتی
- ۳۰ تیم در مرحله انتخابی شرکت کردند.
- ایران (میزبان و قهرمان جام ملت‌های آسیا ۱۹۷۲ تحت عنوان مدافع عنوان قهرمانی به‌طور مستقیم برگزیده شد)
- چین
- عراق
- کویت
- مالزی
- یمن جنوبی
- کرهٔ شمالی–حذف شده
- عربستان سعودی–حذف شده
- تایلند–حذف شده

## مرحله گروهی

### گروه A
| تیم   | امتیاز | بازی | برد | باخت | تساوی | زده | خورده | تفاضل گل |
| ----- | ------ | ---- | --- | ---- | ----- | --- | ----- | -------- |
| کویت  | ۴      | ۲    | ۲   | ۰    | ۰     | ۳   | ۰     | ۳        |
| چین   | ۱      | ۲    | ۰   | ۱    | ۱     | ۱   | ۲     | ۱-       |
| مالزی | ۱      | ۲    | ۰   | ۱    | ۱     | ۱   | ۳     | ۲-       |

| کویت                     | ۲–۰ | مالزی |
| ------------------------ | --- | ----- |
| العنبری ۱۰' · الدخیل ۴۲' |     |       |

| چین             | ۱–۱ | مالزی           |
| --------------- | --- | --------------- |
| وانگ جیلیان ۵۸' |     | مختار دهاری ۵۰' |

| کویت    | ۱–۰ | چین |
| ------- | --- | --- |
| کمیل ۱' |     |     |

### گروه B
| تیم       | امتیاز | بازی | برد | باخت | تساوی | زده | خورده | تفاضل گل |
| --------- | ------ | ---- | --- | ---- | ----- | --- | ----- | -------- |
| ایران     | ۴      | ۲    | ۲   | ۰    | ۰     | ۱۰  | ۰     | ۱۰       |
| عراق      | ۲      | ۲    | ۱   | ۱    | ۰     | ۱   | ۲     | ۱-       |
| یمن جنوبی | ۰      | ۲    | ۰   | ۲    | ۰     | ۰   | ۹     | ۹-       |

| ایران                 | ۲–۰ | عراق |
| --------------------- | --- | ---- |
| نورایی ۴۵' · روشن ۵۸' |     |      |

| عراق         | ۱–۰ | یمن جنوبی |
| ------------ | --- | --------- |
| کاظم وال ۸۴' |     |           |

| ایران                                                                 | ۸–۰ | یمن جنوبی |
| --------------------------------------------------------------------- | --- | --------- |
| عزیزی ۱۷'، ۷۳' · نورایی ۴۰'، ۴۲' · خورشیدی ۴۵' · مظلومی ۶۳'، ۷۴'، ۸۰' |     |           |

## مرحله حذفی
|  | نیمه‌نهایی‌     | نیمه‌نهایی‌     |   |               | نهایی         | نهایی |  |
|  |               |               |   |               |               |       |  |
|  | ۱۱ ژوئن–قزوین |               |   |               |               |       |  |
|  | کویت (و. ا)   | ۳             |   |               |               |       |  |
|  | عراق          | ۲             |   |               |               |       |  |
|  |               |               |   |               |               |       |  |
|  |               |               |   |               | ۱۳ ژوئن–تهران |       |  |
|  |               |               |   |               | کویت          | ۰     |  |
|  |               | ایران         | ۱ |               |               |       |  |
|  |               |               |   |               |               |       |  |
|  |               |               |   |               |               |       |  |
|  |               |               |   |               | مقام سومی     |       |  |
|  | ۱۱ ژوئن–تهران | ۱۱ ژوئن–تهران |   | ۱۳ ژوئن–تهران | ۱۳ ژوئن–تهران |       |  |
|  | ایران (و. ا)  | ۲             |   | عراق          | ۰             |       |  |
|  | چین           | ۰             |   |               | چین           | ۱     |  |

### نیمه نهایی
| کویت                                | ۳–۲ (و.ا.) | عراق                         |
| ----------------------------------- | ---------- | ---------------------------- |
| فاروق ابراهیم ۱۱۱' · کمیل ۷۷'، ۱۰۰' |            | صباح عبدالجلیل ۴۶' · حسن ۸۵' |

| ایران                    | ۲–۰ (و.ا.) | چین |
| ------------------------ | ---------- | --- |
| خورشیدی ۱۰۰' · روشن ۱۱۹' |            |     |

### رده‌بندی
| عراق | ۰–۱ | چین        |
| ---- | --- | ---------- |
|      |     | هی جیا ۶۱' |

### دیدار پایانی
| ایران     | ۱–۰     | کویت |
| --------- | ------- | ---- |
| پروین ۷۱' | (گزارش) |      |

| دروازه‌بان     |  | منصور رشیدی        |         |     |
| مدافع         |  | حسن نظری           |         |     |
| مدافع         |  | بیژن ذوالفقارنسب   |         |     |
| مدافع         |  | نصرالله عبداللهی   |         |     |
| مدافع         |  | آندرانیک اسکندریان |         |     |
| هافبک         |  | علی پروین          |         |     |
| هافبک         |  | پرویز قلیچ‌خانی     | کاپیتان |     |
| هافبک         |  | ابراهیم قاسم‌پور    |         |     |
| هافبک         |  | علیرضا خورشیدی     |         |     |
| مهاجم         |  | ناصر نورایی        |         | '۵۵ |
| مهاجم         |  | حسن روشن           |         |     |
| تعویض‌ها:      |  |                    |         |     |
| هافبک         |  | غلامحسین مظلومی    |         | '۵۵ |
| مربی:         |  |                    |         |     |
| حشمت مهاجرانی |  |                    |         |     |

| دروازه‌بان    |  | احمد الطرابلسی    |         |
| مدافع        |  | صالح الاصفور      |         |
| مدافع        |  | عبدالله المعیوف   |         |
| مدافع        |  | محبوب جمعه        |         |
| مدافع        |  | ابراهیم الدوراهیم | کاپیتان |
| هافبک        |  | فاروق ابراهیم     |         |
| هافبک        |  | سعد الحوطی        |         |
| هافبک        |  | حمد بوحمد         |         |
| مهاجم        |  | فتحی کمیل         |         |
| مهاجم        |  | فیصل الدخیل       |         |
| مهاجم        |  | محمد عبدالله      |         |
| تعویض‌ها:     |  |                   |         |
|              |  | ندارد             |         |
| مربی:        |  |                   |         |
| ماریو زاگالو |  |                   |         |

## قهرمان
| قهرمان جام ملت‌های آسیا ۱۹۷۶ |
| --------------------------- |
| ایران                       |
| ایران سومین قهرمانی         |

## گلزنان
۳ گل
| - ناصر نورایی | - غلامحسین مظلومی | - فتحی کمیل |

۲ گل
| - علی‌رضا عزیزی | - علیرضا خورشیدی | - حسن روشن |

۱ گل
| - هی جیا - وانگ جیلیان - علی پروین - صباح عبدالجلیل | - فلاح حسن - کاظم وال - عبدالعزیز العنبری | - فیصل الدخیل - فاروق ابراهیم - مختار دهاری |